# Ergoldsbach
Ergoldsbach er en købstad (markt) i Landkreis Landshut, i regierungsbezirk Niederbayern i den tyske delstat Bayern. Den er administrationsby for Verwaltungsgemeinschaft Ergoldsbach.

## Geografi
Ergoldsbach ligger i Goldbachtal i bakkelandet i den nordlige del af Region Landshut.
Ergoldsbach består af landsbyerne:
- Dürrenhettenbach
- Iffelkofen
- Jellenkofen
- Kläham
- Langenhettenbach
- Leonhardshaun
- Martinshaun
- Oberdörnbach
- Osterhaun
- Paindlkofen
- Prinkofen
- Siegensdorf
- Unterdörnbach
- Wölflkofen

og vebyggelserne Frauenwies, Haselwies, Kienoden, Reicherstetten og Stocka.
Kommunen dækker et areal på 57 km² og har et vejnet på 98 km.